# Euclasta socotrensis
Euclasta socotrensis là một loài bướm đêm trong họ Crambidae.